# Lauren Paolini
Lauren Adair Paolini (Ann Arbor, 22 de agosto de 1987) é uma voleibolista estadunidense.
Ganhou a medalha de ouro nos Jogos Pan-Americanos de 2015, quando sua equipe venceu o Brasil na final. 